# 麥克斯·弗里德
麥克斯·多里安·弗里德（英語：Max Dorian Fried，1994年1月18日—）為美國職棒大聯盟的投手，目前效力於紐約洋基隊，他先前曾效力於亞特蘭大勇士隊。2012年美國職棒大聯盟選秀，弗里德在第一輪第7順位被教士隊選走，並於2017年登上大聯盟。2019年，拿下國聯次高的單季17勝。

## 職業生涯

### 小聯盟時期
2012年美國職棒大聯盟選秀，教士隊在第一輪第7順位選進了弗里德。雖然他當時還在大學打球，不過他最後選擇以300萬美元與教士隊簽約。
2014年12月19日，教士隊用弗里德、傑斯·彼得森、Dustin Peterson與麥勒克斯·史密斯向勇士隊交易賈斯汀·厄普頓和Aaron Northcraft。而弗里德在2015年因為動了湯米·約翰手術而導致球季報銷。
2016年，他從1A開季，並在季末被加進大聯盟的40人名單內。2017年，弗里德受邀參加春訓。並在春訓結束後回到2A。

### 亞特蘭大勇士
2017年
8月5日，還在勇士2A的弗里德收到升上大聯盟的通知。8月8日，他完成大聯盟的初登板，並且主投2局無失分。這一年他拿下1勝1敗，防禦率3.81。
2018年
這年弗里德從2A出發，打了一場比賽後就升上3A。之後他在4月被叫上大聯盟。這年他只在大聯盟投了33+2⁄3局，拿下1勝4敗，防禦率2.94。而他在得點圈的被打擊率僅0成33(30個打數只被敲出一支安打)，如果是兩出局的情況，他更是14個打數完全沒被敲安，並且送出8次三振。
2019年
這年他從牛棚出發，不久後就被扶正為先發投手。5月7日，他在面對道奇隊的比賽中被艾力士·韋杜戈的強襲球擊中左手。不過這個傷勢並未影響到他的先發時程，他休息個幾天後還是能順利出賽。
這年他拿下17勝6敗，防禦率4.02。他在165+2⁄3局的投球中就送出173次三振。他這年所製造的飛球比只有22.2%，滾地球比高達53.6%。另外他在平均防守分數(DRS)上得到6分，這也是該年大聯盟所有投手的最高紀錄。
2020年
這年他拿下了7勝0敗的投球成績。
2021年
這年他成為勇士隊的開幕戰先發投手。他在8月20日投出生涯首場完封勝，而且用球低於100球。9月24日，他又投出一場低於100球的完封勝。
這年他拿下14勝7敗，防禦率3.04。這年他投出2場完封勝為國聯最多，打擊率2成73也是投手最高。

### 紐約洋基
2024年12月17日，與紐約洋基隊簽訂8年2.18億美元合約，這是歷史上左投手的最大約。由於格里特·柯爾在季前因傷接受手術，原來被設定為二號先發的弗里德遂成為洋基隊在2025年球季實質上的頭牌投手。3月29日，弗里德首次代表洋基登板，對手是密爾瓦基釀酒人隊。截至4月為止，他為洋基先發6場，球隊全勝，個人亦取得5勝，期間自責分率是出眾的1.19。

## 技術特點
在屬性上，弗里德是滾地球型態的投手，生涯迄今的滾地球比例超過五成（53.5%）。其四縫線速球有94至96英里的水準，此外他也能熟練使用曲球、滑球、伸卡球、變速球等變化球種。前大聯盟投手、現任YES電視網球評的Jeff Nelson評價弗里德雖沒有威壓的球速，但他能讓對手出局，演出風格與勇士隊名宿湯姆·葛拉文，以及前大聯盟投手傑米·莫耶甚是類似。他也是出色的防守投手，尤其以隱蔽、有效的牽制動作聞名。

## 外部連結
- 球員資訊和成績在MLB ，ESPN ，Retrosheet ，Baseball Reference ，Baseball Reference (Minors) ，Fangraphs ，The Baseball Cube （英文）
- 麥克斯·弗里德的X（前Twitter）